# Тополёвик
Тополёвик — упразднённый посёлок в Купинском районе Новосибирской области России. На момент упразднения входил в состав Копкульского сельсовета, Купинского района Новосибирской области РСФСР СССР.

## География
Посёлок располагался на берегу озера Малые Чаны южнее урочища Горелый Вал к северо-востоку от райцентра города Купино. Расстояние до села Чумашки — 11, до деревни Орловик — 3 км. Тополёвик находился на возвышенном месте и был заметен издали. Местность вокруг была местами заболочена.

## История
Основан в начале XX века. По данным 1926 года тогдашний хутор Остров Тополевик состоял из 21 хозяйства и входил в состав Чумашевского сельсовета. Основная часть населения была малограмотной и занималась рыболовством. В 1930-х годах появлялись рыболовецкие артели. В 1930 году была построена школа, посещавшаяся также детьми из Орловика.
В годы Великой Отечественной войны в Тополёвик переехали некоторые жители окрестных населённых пунктов, часть жителей ушла на фронт. В послевоенное время построили первые дома из камыша. Деревня относилась к колхозу «Новый путь» (позднее объединён с другими в один колхоз имени Маленкова) и входила в состав Чумашинского сельсовета.
В 1952 году по решению районного совдепа жители должны были быть выселены в Чумашки, а вместо Тополёвика создано зимовье для молодняка КРС вместимостью до 400 животных. Часть жителей переехала в Орловик. Однако посёлок продолжил числиться в учётных данных. В 1954 году Чумашинский сельсовет был объединён с Копкульским, и населённые пункты первого вошли в состав последнего. В 1957 году Тополёвик стал относиться к совхозу Чаинский.
В 1975 году решением облисполкома посёлок был упразднён.

## Инфраструктура
В 1930 году было построено деревянное здание школы, где на 1937 год училось 18 первоклассников, а на 1949 (площадь 42 м²) 46 учеников в 4 классах. Имелась одна классная комната.
Посёлок состоял из одной улицы и был застроен в основном глинобитными домами с крышами из земли и камыша и мазаным полом. Отопление происходило при помощи камыша. Для заготовки рыбы, сдававшейся в промышленный комбинат, использовались лабазы из дерева, покрытые камышом (также заготавливался населением).